# 옥매
옥매(玉梅)는 장미과의 잎 지는 넓은잎 떨기나무이다. 백매라고도 부르며, 원산지는 중국이다.

## 생태
키는 1미터쯤 된다. 줄기는 여러 대가 모여 잔가지는 반짝이며 적갈색이다. 잎은 어긋나며 바소꼴이거나 긴 타원형이고 가장자리에 물결 모양의 톱니가 있다. 길이는 5~9센티미터쯤 되며 끝이 뾰족하다. 꽃은 4~5월에 잎보다 먼저 피거나 잎이 돋을 때 꽃도 함께 핀다. 가지마다 흰색 겹꽃이 촘촘하게 달려 나무 전체가 꽃으로 뒤덮인 것처럼 보인다. 열매는 핵과로 지름 1~1.2센티미터가량 된다.

## 사진

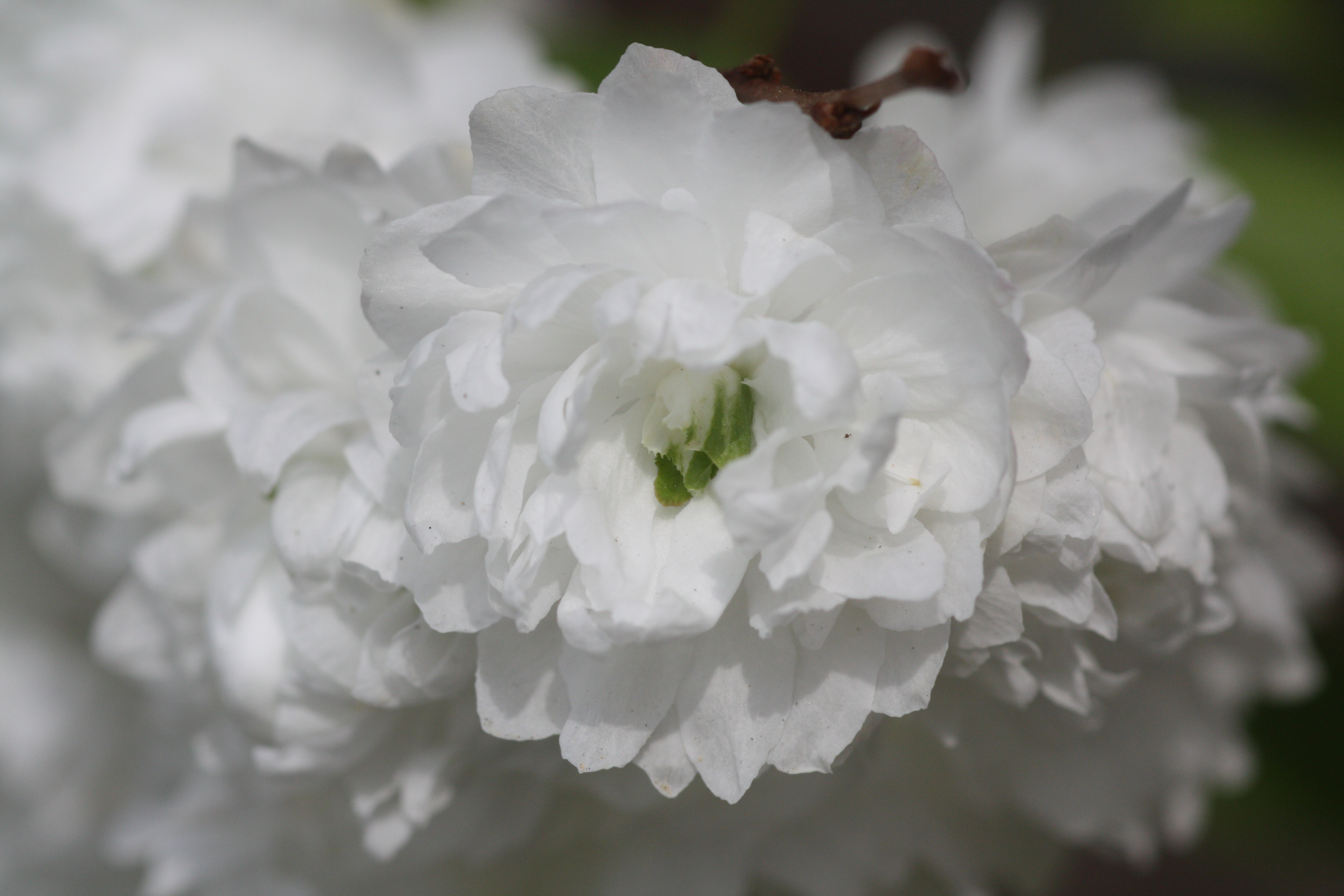
꽃
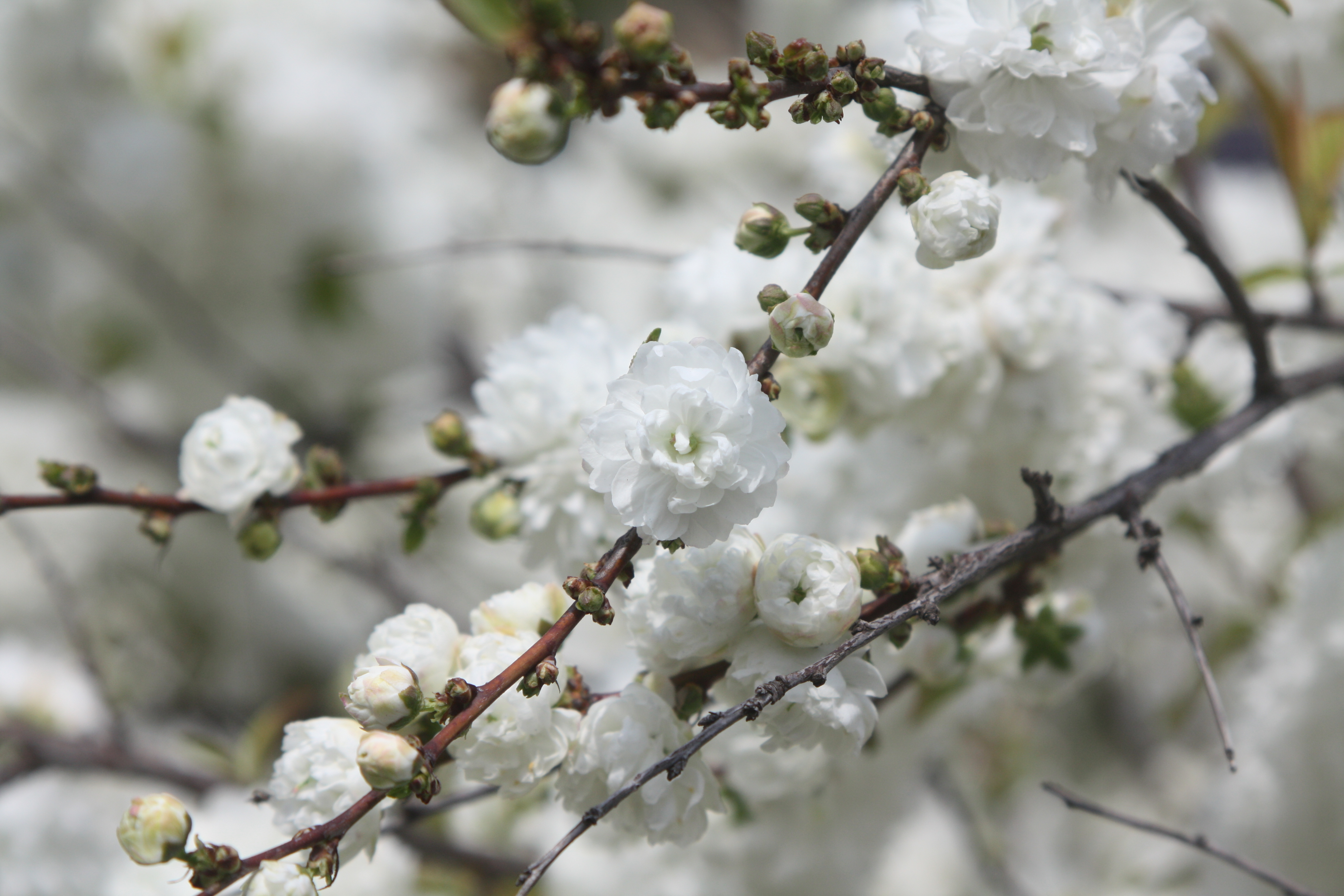
가지에 달린 꽃과 꽃망울
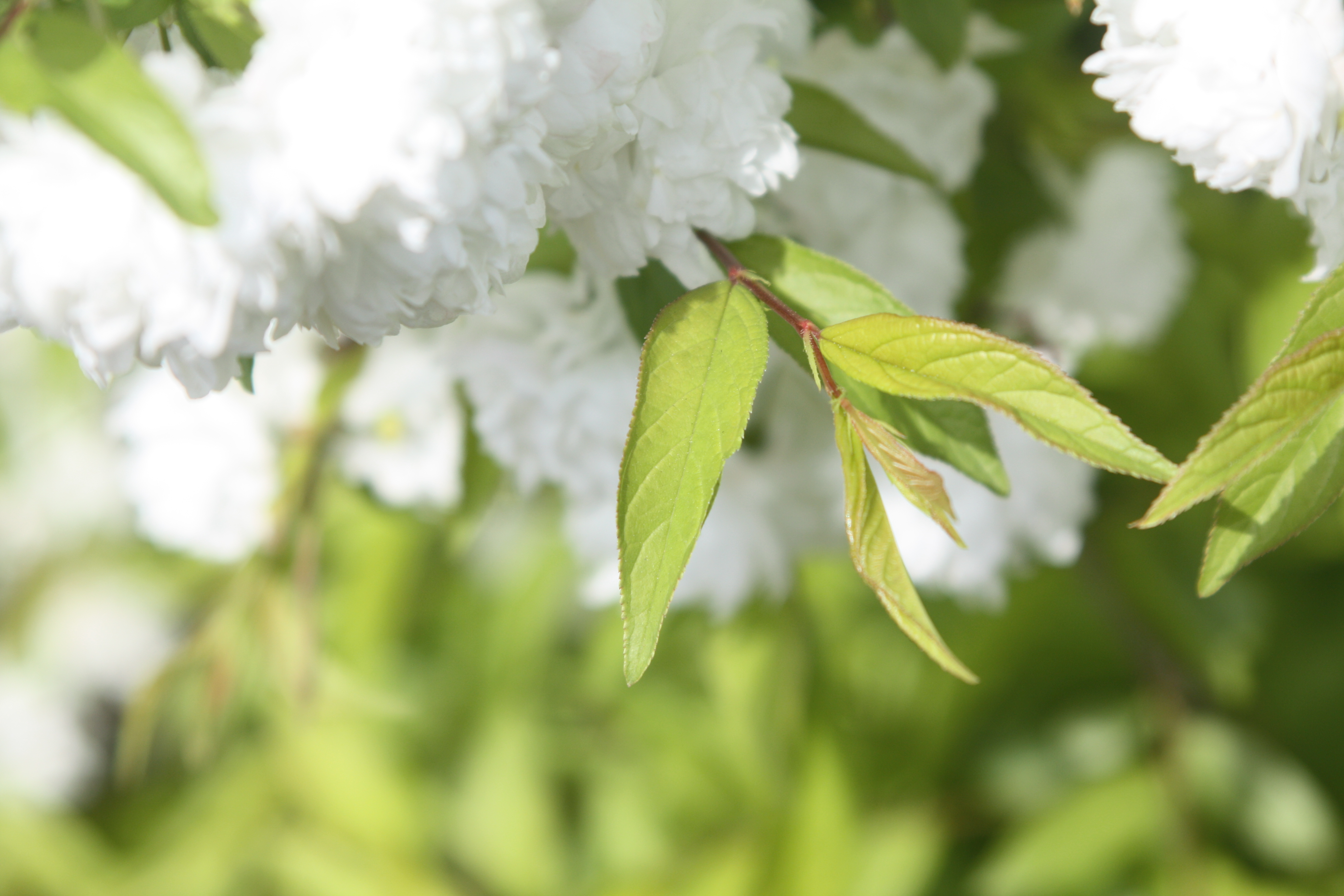
잎

## 참고 자료
- 《조경수목 핸드북》(광일문화사, 2000) ISBN 89-85243-25-X
- 《나무 쉽게 찾기》(진선출판사, 2004) ISBN 978-89-7221-414-4